# یوهانس پیدرسن
یوهانس پیدرسن (دانمارکی: Johannes Pedersen; ۲۶ آوریل ۱۸۹۲ – ۱۷ ژانویهٔ ۱۹۸۲) ژیمناست هنری اهل دانمارک بود.